# Fußball-Verbandsliga Hessen
Die Verbandsliga Hessen (bis 2008 Landesliga Hessen) ist die zweithöchste Spielklasse unter der Obhut des Hessischen Fußball-Verbandes und seit der Saison 2008/09 die sechsthöchste Spielklasse im deutschen Ligasystem. Sie ist in die drei Staffeln Nord, Mitte und Süd unterteilt.

## Geschichte
Als zweithöchste Liga auf Verbandsebene und vierthöchster Ebene insgesamt löste 1965 die Gruppenliga die damalige 2. Amateurliga als Unterbau der Amateurliga Hessen ab. Die Gruppenliga wurde 1978 in Landesliga umbenannt. Mit Einführung der Regionalligen 1994 war die Landesliga nur noch fünftklassig. Auf einem außerordentlichen Verbandstag des Hessischen Fußball-Verbands am 23. Februar 2008 wurde die Umbenennung der Landesliga in Verbandsliga beschlossen. Durch die Einführung der 3. Liga im selben Jahr bildet die Verbandsliga seither die sechste Stufe im deutschen Ligasystem, aber unterhalb der Hessenliga weiterhin die zweithöchste Spielklasse im hessischen Fußball.

## Saison 2025/26
| Bad Soden-Salmünster |

| Eichenzell |

| Eiterfeld |

| Flieden |

| Fulda |

| 4 |

| Habichtswald 1 |

| Witzenhausen 2 |

| Kassel |

| Vellmar |

| Wabern |

| Hessisch Lichtenau |

| Willingen |

| Wolfhagen |

| Burghaun 3 |

| Hofbieber |

| Calden |

| Allendorf 5 |

| Breidenbach |

| Limburg 7 |

| Hadamar |

| Hattersh. 9 |

| Marburg |

| Waldbrunn |

| Walluf |

| Wiesbaden |

| 8 |

|  |

|  |

| Hornau |

| Herborn 6 |

| Haiger |

| Heuchelheim |

| Bad Homburg |

| Dortelweil |

| Darmstadt |

|  |

| Frankfurt |

|  |

|  |

| Groß-Gerau |

| M.-Walldorf |

| N.-Isenburg |

| Offenbach |

| Röder- mark 11 |

| Unter-Flockenbach |

| Langen |

| Neu-Anspach |

| Babenhausen |

| Zeilsheim |

| Bockenheim 10 |

| Bornheim |

| Kalbach-Riedberg |

| Zeilsheim |

| Bockenheim 10 |

| Bornheim |

| Kalbach-Riedberg |

### Staffel Nord
Die Staffel Nord setzt sich aus insgesamt 17 Mannschaften der Regionen Kassel und Fulda zusammen.
Region Kassel
- SG Calden/Meimbressen
- FSV Dörnberg
- KSV Hessen Kassel II
- SG Kleinalmerode/
Hundelshausen/Dohrenbach
- Lichtenauer FV
- OSC Vellmar
- TSV 1900 Wabern
- SC Willingen
- FSV Wolfhagen

Region Fulda
- SG Bad Soden
- SG Eiterfeld/Leimbach
- FC Britannia Eichenzell
- SV Buchonia Flieden
- SG Barockstadt Fulda-Lehnerz II
- SV Hofbieber
- SG Johannesberg
- SV Steinbach

### Staffel Mitte
Die Staffel Mitte setzt sich aus insgesamt 17 Mannschaften der Regionen Gießen/Marburg und Wiesbaden zusammen.
Region Gießen/Marburg
- FV Breidenbach
- SSC Juno Burg
- FC Ederbergland
- SV Rot-Weiß Hadamar
- TSV Steinbach Haiger II
- TSF Heuchelheim
- Sportfreunde Blau-Gelb Marburg

Region Wiesbaden
- FV Biebrich 02
- TuS Dietkirchen
- TuS Hornau
- FC Germania Okriftel
- FC Waldbrunn
- SG Walluf
- SV Wiesbaden 1899
- Türkischer SV Wiesbaden
- SV Zeilsheim

### Staffel Süd
Die Staffel Süd setzt sich aus insgesamt 17 Mannschaften der Regionen Frankfurt und Darmstadt zusammen.
Region Frankfurt
- DJK Sportfreunde Bad Homburg
- SG Bornheim Grün-Weiss
- SC Dortelweil
- Rot-Weiss Frankfurt
- VfR Groß-Gerau
- FC Kalbach
- FC Neu-Anspach
- Sportfreunde Seligenstadt
- SV Pars Neu-Isenburg

Region Darmstadt
- SG Langstadt/Babenhausen
- 1. FCA Darmstadt
- Rot-Weiß Darmstadt
- 1. FC Langen
- Germania Ober-Roden
- Kickers Offenbach II
- SV Unter-Flockenbach
- Rot-Weiß Walldorf II

### Auf- und Abstiegsregelungen
Für die Saison 2024/25 gelten folgende Auf- und Abstiegsregelungen:
- Die Meister der drei Staffeln steigen direkt in die Hessenliga auf; ein möglicher vierter Aufsteiger wird in einer Relegationsrunde bestimmt.
- In jeder Verbandsliga steigen bis zu fünf Vereine in die entsprechenden Gruppenligen ab (Richtzahl: 17), abhängig von Absteigern aus der Hessenliga und Ausgang der Relegationsspiele.

## Bisherige Meister
In der Regel steigen die jeweiligen Staffelmeister in die höherklassige Fußball-Hessenliga (bis 2008 Fußball-Oberliga Hessen und bis 1978 1. Fußball-Amateurliga Hessen) auf. Durch die Wiedereinführung der Regionalliga und der 3. Liga stiegen in den Spielzeiten 1993/94 und 2006/07 jeweils auch alle Vizemeister direkt auf. Bis zum Ende der Saison 2007/08 war es zudem aufgrund der Regularien des Hessischen Fußballverbandes üblich, dass bei einem Meistertitel einer zweiten oder Amateur-Mannschaft eines Vereins, auch der Vizemeister – sofern es sich um die erste Mannschaft eines Vereins handelte – einer Staffel aufstieg.
Mit Beginn der Saison 1994/95 führte der Hessische Fußballverband eine Relegationsrunde mit den drei Vizemeistern der damaligen Landesligen sowie einem Vertreter der Oberliga Hessen ein. Dort wurden – von Jahr zu Jahr unterschiedlich – zwischen einem und drei weiteren Startplätze in der Oberliga vergeben. Zwischen 2005 und 2008 handelte es sich dabei um eine reine Aufstiegsrunde, da lediglich die drei Vizemeister die weiteren Startplätze ausspielten.
Die folgende Tabelle zeigt die Meister der jeweiligen Verbandsligen seit 1965.
| Jahr                     | Staffel                      | Staffel                         | Staffel                        |
| Jahr                     | Nord                         | Mitte                           | Süd                            |
| Meister der Gruppenliga  | Meister der Gruppenliga      | Meister der Gruppenliga         | Meister der Gruppenliga        |
| ------------------------ | ---------------------------- | ------------------------------- | ------------------------------ |
| 1966                     | Hermannia Kassel             | FC Hanau 93                     | Rot-Weiss Frankfurt            |
| 1967                     | KSV Hessen Kassel Amateure 1 | Kickers Viktoria Mühlheim 2     | 1. FC 04 Arheilgen             |
| 1968                     | Hünfelder SV                 | TuS 06 Naunheim                 | VfR Bürstadt                   |
| 1969                     | Hermannia Kassel             | 1. FC Hochstadt                 | Eintracht Frankfurt Amateure 3 |
| 1970                     | KSV Baunatal                 | FSV Bischofsheim                | Germania Wiesbaden             |
| 1971                     | KSV Hessen Kassel Amateure 4 | Kickers Offenbach Amateure 4    | SV Wiesbaden                   |
| 1972                     | KSV Baunatal                 | SpVgg Bad Homburg               | VfR Groß-Gerau                 |
| 1973                     | TSV Eintracht Großenritte    | SSV Dillenburg                  | FC Hanau 93                    |
| 1974                     | BC Sport Kassel              | FVgg. Kastel 06                 | FV 1906 Sprendlingen           |
| 1975                     | Hermannia Kassel             | TSV Klein-Linden                | Spvgg. 03 Neu-Isenburg         |
| 1976                     | SpVgg Olympia Kassel         | Viktoria Sindlingen             | FC Hanau 93                    |
| 1977                     | VfB Schrecksbach             | SG 01 Hoechst                   | SC Viktoria Griesheim          |
| 1978                     | FSV Bergshausen              | Viktoria Sindlingen             | Starkenburgia Heppenheim       |
| Meister der Landesliga   |                              |                                 |                                |
| 1979                     | TuSpo Ziegenhain             | FVgg. Kastel 06                 | SG Egelsbach                   |
| 1980                     | SG Bad Soden                 | Eintracht Haiger                | SpVgg Bad Homburg              |
| 1981                     | SG Hessen Hersfeld 5         | Viktoria Sindlingen             | SpVgg Dietesheim 6             |
| 1982                     | CSC 03 Kassel                | SV Wiesbaden                    | FC Erbach                      |
| 1983                     | VfB Schrecksbach             | RSV Würges                      | Rot-Weiss Frankfurt            |
| 1984                     | KSV Hessen Kassel Amateure 7 | TSV Battenberg                  | Kickers Offenbach Amateure 8   |
| 1985                     | SG Hessen Hersfeld           | VfL 1860 Marburg                | Starkenburgia Heppenheim       |
| 1986                     | GSV Eintracht Baunatal       | SV Wiesbaden                    | Rot-Weiss Frankfurt            |
| 1987                     | CSC 03 Kassel                | SG 01 Hoechst                   | SpVgg Bad Homburg              |
| 1988                     | Hermannia Kassel             | TSV Battenberg                  | Rot-Weiß Walldorf              |
| 1989                     | KSV Hessen Kassel II 9       | SV Wehen                        | SG Egelsbach                   |
| 1990                     | Borussia Fulda               | VfL 1860 Marburg                | SC Viktoria Griesheim          |
| 1991                     | SC Willingen                 | RSV Würges                      | SG Egelsbach                   |
| 1992                     | SC Neukirchen                | VfL 1860 Marburg                | FV Bad Vilbel                  |
| 1993                     | FSC Lohfelden                | SG 01 Hoechst                   | SV Mörlenbach 10               |
| 1994                     | KSV Baunatal 11              | VfR 19 Limburg 11               | FV Progres Frankfurt 11        |
| 1995                     | FC Hessen Kassel II 12 13 14 | VfB Gießen                      | SV 1919 Bernbach               |
| 1996                     | SV Buchonia Flieden          | TSV Battenberg 15               | SV 07 Raunheim                 |
| 1997                     | FV Steinau                   | VfB Unterliederbach             | KSV Klein-Karben 16            |
| 1998                     | SV Asbach                    | FC Ederbergland                 | SpVgg Bad Homburg 17           |
| 1999                     | KSV Baunatal                 | VfB Marburg 18                  | Kickers Offenbach II 19        |
| 2000                     | OSC Vellmar                  | SG Walluf                       | SG Croatia Frankfurt 20        |
| 2001                     | SV Buchonia Flieden          | TSG Wörsdorf 21                 | VfR Bürstadt 21                |
| 2002                     | KSV Hessen Kassel 22         | SC Waldgirmes                   | Eintracht Wald-Michelbach      |
| 2003                     | Hünfelder SV                 | FSV Braunfels                   | SC Viktoria Griesheim 23       |
| 2004                     | 1. FC Schwalmstadt 24        | SC Waldgirmes                   | Viktoria Aschaffenburg         |
| 2005                     | TSG Wattenbach               | FSV 1926 Steinbach              | SG Bruchköbel 25               |
| 2006                     | Borussia Fulda               | RSV Würges                      | SV 1919 Bernbach 26            |
| 2007                     | FSC Lohfelden                | SV Wehen II 27                  | Germania Ober-Roden 28         |
| 2008                     | OSC Vellmar 29 30            | TSV Eintracht Stadtallendorf 29 | Kickers Offenbach II 29        |
| Meister der Verbandsliga |                              |                                 |                                |
| 2009                     | 1. FC Schwalmstadt 31        | VfB Marburg                     | FSV Frankfurt II               |
| 2010                     | VfB Süsterfeld 32            | Eintracht Wetzlar               | Rot-Weiß Darmstadt 33          |
| 2011                     | FSC Lohfelden                | SpVgg Hadamar                   | TGM SV Jügesheim 34            |
| 2012                     | Hünfelder SV                 | FSV Braunfels 35                | SC Viktoria Griesheim          |
| 2013                     | TSV Lehnerz                  | SV Wiesbaden 36                 | Sportfreunde Seligenstadt      |
| 2014                     | 1. FC Schwalmstadt           | TSV Steinbach                   | VfR Bürstadt 37                |
| 2015                     | Borussia Fulda               | Teutonia Watzenborn-Steinberg   | SC Hessen Dreieich 38          |
| 2016                     | SV Steinbach                 | Viktoria Kelsterbach 39         | Viktoria Urberach 39           |
| 2017                     | SV Buchonia Flieden          | SC Waldgirmes                   | VfB Ginsheim 40                |
| 2018                     | Hünfelder SV                 | FC Eddersheim                   | FV Bad Vilbel 41               |
| 2019                     | SV Steinbach 42              | FSV 1926 Fernwald 42            | Rot-Weiß Walldorf 42           |
| 2020                     | Hünfelder SV 43              | SV Zeilsheim 43                 | 1. FC Erlensee 43              |
| 2021                     | keiner 44                    | keiner 44                       | keiner 44                      |
| 2022                     | SV Adler Weidenhausen        | TSV Steinbach II                | SV Unter-Flockenbach           |
| 2023                     | Hünfelder SV                 | VfB Marburg                     | SC 1960 Hanau                  |
| 2024                     | FSV Wolfhagen                | TSV Steinbach II                | SV Unter-Flockenbach           |
| 2025                     | CSC 03 Kassel                | FC Turabdin-Babylon Pohlheim    | SV Hummetroth                  |